# 83 Cancri
83 Cancri, som är stjärnans Flamsteed-beteckning, är en dubbelstjärna, belägen i den mellersta delen av stjärnbilden Kräftan. Den har en kombinerad skenbar magnitud av ca 6,61 och kräver åtminstone en handkikare för att kunna observeras. Trots att den har en Flamsteed-beteckning är den för svag för att ingå i Bright Star Catalogue. Baserat på parallax enligt Gaia Data Release 2 på ca 24,6 mas, beräknas den befinna sig på ett avstånd på ca 133 ljusår (ca 41 parsek) från solen. Den rör sig närmare solen med en heliocentrisk radialhastighet på ca -15 km/s. Paret har en relativt stor egenrörelse och rör sig över himlavalvet med en vinkelhastighet av 0,185 bågsekunder per år.

## Egenskaper
Primärstjärnan 83 Cancri A är en gul till vit stjärna i huvudserien av spektralklass F4 V, vars atmosfär anrikats med s-processelement, särskilt strontium och yttrium, som tillkommit genom massöverföring från följeslagaren under den tid den senare befann sig på den asymptotiska jättegrenen. Den har en massa som är ca 1,1 solmassor, en radie som är ca 1,5 solradier och utsänder från dess fotosfär ca 3 gånger mera energi än solen vid en effektiv temperatur av ca 6 200 K.
83 Cancri är en astrometrisk dubbelstjärna en omloppsperiod på ca 32 dygn och en excentricitet av ca 0,6. Den osynliga följeslagaren är troligtvis en vit dvärg med hög massa och har ca 1,3 gånger solens massa.